# 고려의 대외 관계
아래는 고려의 대외 관계에 대한 설명이다. 고려는 개방적인 정책을 추진하여 주변 국가와 활발하게 교류하였다. 고려가 건국될 즈음 중국에 5대 10국의 분열을 종식시킨 송나라와의 외교를 특히 중시하였다.

## 중국 국가들과 관계

### 요(遼)
고려는 개국 이래 중국 양(梁)·당(唐)·진(晋)·한(漢)·주(周)의 5대조와 국교를 맺었는데, 그 뒤 중국을 통일한 송나라와도 외교관계를 맺고 있었다. 이것은 신라와 중국과의 관계를 계승한 것으로, 고려도 중국의 문물에 대해서는 모화사상(慕華思想)의 경향이 많았다. 따라서 오랑캐 나라인 요나라(거란)와는 단순한 국교조차 맺지 않으려고 하였다. 그러나 요나라의 성종(聖宗)은 압록강 하류의 여진(女眞)을 정복, 또 985년 그 중류에 있던 발해(渤海)의 후신인 정안국을 멸망시킨 후 여진과 송나라와의 관계를 끊게 하고, 993년에는 고려와 송나라의 관계도 끊기 위해 고려의 영토 서북면(西北面)에 쳐들어왔다. 이에 고려는 사대의 관계를 송나라로부터 요나라에 옮겨서 요나라 황제의 정령을 받는 대신 압록강 동쪽의 여진이 차지하고 있던 땅을 소유하게 되었다. 고려와 양국과의 정치적인 관계는 이로써 일대 전환을 하게 된 것이다.
10여 년 후에 고려의 목종이 피살되고 현종이 즉위하자 요나라 성종은 대군을 거느리고 고려에 침입하여 서울인 개경(開京)을 함락시키는 한편 대묘·궁궐(大廟宮闕)을 불태워 버렸다. 쳐들어온 이유는 왕을 마음대로 폐하고 세운 죄를 묻기 위한 것이었으나, 난을 남쪽으로 피했던 현종이 약속을 이행하지 않자 성종은 앞서 고려에 주었던 강동6주(江東六州)의 반환을 핑계로 삼아 1019년(현종 10)에 이르기까지 전후 3차에 걸쳐 고려에 침입해 왔으나 끝내 이기지 못하고 군사를 철수하였다. 이리하여 두 나라 사이에는 그 뒤 평온한 국교가 계속되었다. 다만 제일 처음 싸움을 할 때 강동(江東)에 설치한 보주(保州 : 지금의 의주)는 그 후도 장기간 요나라의 소유가 되어 이로 인해 사소한 싸움이 끊임없이 계속되었다.

### 금(金)
고려는 개국 초기부터 북변에 여진족이라는 이민족과 접경하고 있었고 여진은 발해시대의 말갈(靺鞨)로서, 발해가 멸망한 뒤는 서쪽의 요나라에게 위협과 견제를 받으며 수많은 부족(部族)으로 나누어져서 만주 및 한반도 북변 일부에 살고 있었으나 그들 사이에는 아무런 통일도 없었다. 한반도 북변에서도 동해 해안에서는 함흥평야가 가장 중요한 지역으로서 여기에는 대소의 많은 여진부락이 흩어져 있었고, 그들 중에는 유력한 추장들도 많았다.
고려는 태조 때부터 화주에 변성(邊城)을 두었으며, 성종 이후는 안변도호부(安邊都護府)라 하고 변경 밖의 여진을 선무하고 견제하는 데 힘썼고, 특히 밀접한 관계가 있었던 것은 함관령(咸關嶺) 안에 있던 여진이었다. 그러므로 그 여러 추장들은 어느 정도까지는 고려에 복종하고 물질적인 이익을 얻고자 자주 조공(朝貢)하였으나 그와 동시에 외적이 되어 때때로 변경에 침범하였다. 압록강 하류에서 동해에 이르는 장성(長城)의 일부로서, 지금의 정평(定平)에다 견고한 성을 쌓은 것도 그들을 방어하기 위한 것이었다. 성종에서 문종 대에 걸쳐 해적으로서 동해안을 횡행하고 해마다 북쪽은 영흥만(永興灣)의 진명(鎭溟)에서 경상도 울산에 이르는 각 지방을 약탈하는 한편 동해를 건너 멀리 일본까지 침범하였던 도이적(刀伊賊)도 역시 같은 지방의 여진이었다. 여하간에 문종·선종 대의 갈라전(曷懶甸)이라 불리던 이 지방의 여진은 거의 고려에 복종하고 있었다.
그러나 숙종 조에 이르러 만주의 정세는 일변하여 북만주 아집하(阿什河)를 본거지로 하는 생여진(生女眞)의 완안씨(完顔氏)는 주위의 여러 부족을 통일한 뒤 두만강 하류 유역으로 진출하여 그곳 여진을 이끌고 또다시 남하, 갈라전의 여진을 세력권 내에 넣었다. 그 다음에는 정평성 밖에서 고려와 충돌하고 두 차례에 걸쳐 고려의 군사를 무찔렀다. 이에 고려는 갈라전을 고려의 영토로 하고자 예종 초기, 윤관(尹瓘)을 주장(主將)으로 한 유명한 9성(九城)의 싸움을 일으켰다. 그러나 군사를 보낸 지 1년 반이 지나도 완안씨의 군사를 완전히 몰아내지 못하게 되어 완안씨와 교섭한 결과, 그들의 완전 복종을 조건으로 성의 포기와 갈라전의 전 지역을 완안씨에게 돌려주고 돌아왔다.
그 후 곧 완안씨의 아골다(阿骨打)는 요나라에 모반하고 군사를 일으켜 국호를 금(金)이라 정한 뒤 1115(예종 10)에는 고려에 대하여 형제의 나라로 국교를 맺도록 하였다. 고려는 처음에 요나라 연호를 중지하고 그 뒤로는 형세를 관망하면서 송나라와 친밀히 지냈다. 1126년(인종 4) 금나라가 이미 요나라를 멸망시키자 고려에서는 금나라의 정령을 받기로 하였으나 그 태도는 금나라의 요망을 만족시키지 못하였다. 또한 고려의 신하들 사이에는 금나라를 섬겨야 된다는 일파와의 갈등이 있는 한편 고려를 원조하려는 송나라의 열망도 있었고, 당시의 국제관계도 대단히 복잡하였으나 고려는 1131년(인종 9) 결국 금나라에 복종하여 그 대가로 오랫동안 갈망하던 보주를 다시 찾아와서 이것을 의주라고 개칭하였다. 이와 같이하여 극히 필요한 사대관계는 금나라가 몰락할 때까지 계속되는 한편, 정치성을 떠난 남송(南宋)과의 교섭도 끊어지지 않았다.

### 원(元)
13세기 초 몽골의 태조 칭기즈칸이 금나라 정벌의 싸움을 일으키자, 만주 특히 요동지방의 정세는 혼란에 빠지고 그 영향은 곧 고려에 미치게 되었다. 야율류가에 인솔되어 재빨리 금나라에 모반하였던 요나라 사람들이 그 후 그들끼리의 분쟁으로 요동지방에서 쫓겨나서 고려에 침입하여 전후 3년 동안 경상도·충청도·전라도 지방을 제외한 북방 일대를 유린하였다.

## 중국 이외의 국가들과 관계

### 토번(吐蕃)
1271년 원종 12년 몽골에서 온 티벳 승려 4명은 고려가 원나라와 강화조약을 체결한 직후여서 개성의 서쪽 성문인 선의문 밖까지 나와 맞이하는 왕의 환대를 받는다.
충선왕은 티베트에서 3년간 귀양살이를 한다.

### 교황령
고려는 대몽골국의 수도인 카라코룸으로 사신을 몇 차례 파견하였다. 고종 33년인 1246년 가을 7월에 구육이 대칸으로 추대되는 즉위식에는 교황 인노첸시오 4세가 파견한 사절인 플라노 드 카르피니도 참석했다. 카르피니는 구육 카안의 궁정에서 고려의 수장을 보게 된다. 이 고려국의 수장을 영녕공 왕준 또는 신안공 왕전으로 학계에서는 보고 있다. 이 고려의 사신은 각각 여섯 마리의 소가 이끄는 10개 이상의 커다란 수레를 즉위식에 가지고 왔다.

### 탐라국
1045년 고려 정종 11년에 외국인을 대상으로 하는 과거 시험인 빈공과에 탐라국 자견왕의 손자 고유가 합격한다.

### 일본
11세기 초반 고려가 도이적(刀伊賊, 여진족 해적)에 나포된 일본인 259명을 구출하여 돌려보낸 것을 계기로, 고려는 대일 교류를 위해 금주에 객관을 설치한다.
민간 상인에 의한 교류는 문종대부터 활기를 띠었는데, 일본국(日本國)에서 토산물을 진상하겠다고 청하자 문종이 바닷길로 개경에 이르도록 지시한다. 고려측의 기록을 살펴보면 문종대와 선종대 등에는 일본인들과의 교역이 빈번하였다. 당시 교역의 특징은 고려 상인과 외국 상인 사이의 순연한 민간교역이 아니라 고려정부와 외국 상인 간의 교역이었다는 점으로, 고려정부와 직접 접촉하고 있었기에 일본 상인들은 한일 양국의 외교 교섭까지 대행하였다.
1367년인 공민왕 16년 고려가 두명의 천왕이 존재하는 남북조 시대 일본에 사신을 보내 왜구의 침략의 금지를 요구한다. 북조의 조정은 고려가 왜나라의 신하된 나라인데 무례하다며 퇴짜를 놓은 반면에, 교토 아시카가 막부는 해적들의 행동이며 금지할 대책을 마련하겠다는 답서를 전달한다.

### 류큐국
1389년 공양왕 1년 8월 류큐국은 왜구에게 붙잡혔던 고려인을 고려로 돌려보낸다.

### 대월국
왕조가 몰락후 쩐 왕조는 대월국 리 왕조를 거의 몰살시켰다. 리 태조의 7대 왕자 이용상은 가까스로 도망쳐서 고려국에 오게 되었는데, 고려 고종은 왕자에게 식읍을 내리고 화산군으로 봉한다.

### 대식국
아라비아(대식국) 상인이 내왕하여 1024년 현종 15년 9월과 1025년 9월에 토산물을 바치고, 1040년 정종 6년 11월에 각종 물자를 바친다. 왕은 해당 관원에게 명하여 그들을 객관에서 후하게 대접하도록 하였으며, 그들이 돌아갈 때에는 많은 금과 비단을 주었다.
고려와 아라비아 상인 사이에는 중계무역을 하고 있었기에, 아리비아 상인의 내왕에 관한 기록은 3회에 그친다. 현종 재위 때 매번 일시에 100여명씩 출입한 것을 보면 그들의 무역이 매우 대규모였음을 알 수 있다. 고려시대에 대식국 상인은 당시 아시아와 유럽의 중개 무역에 종사하고 있었다.

## 같이 보기
- 고려
- 고려의 군사
- 고려장 (마을)